# Charles Thone
Charles Thone (Hartington, Nebraska, 1924. január 4. – Lincoln, Nebraska, 2018. március 7.) amerikai politikus, Nebraska állam kormányzója (1979–1983).

## Élete
1950-ben diplomázott a University of Nebraska–Lincoln College of Law-on.
1971 és 1979 között az Egyesült Államok Képviselőházának a tagja volt. 1979 és 1984 között Nebraska állam kormányzója volt.